# Hjalmar Borgstrøm

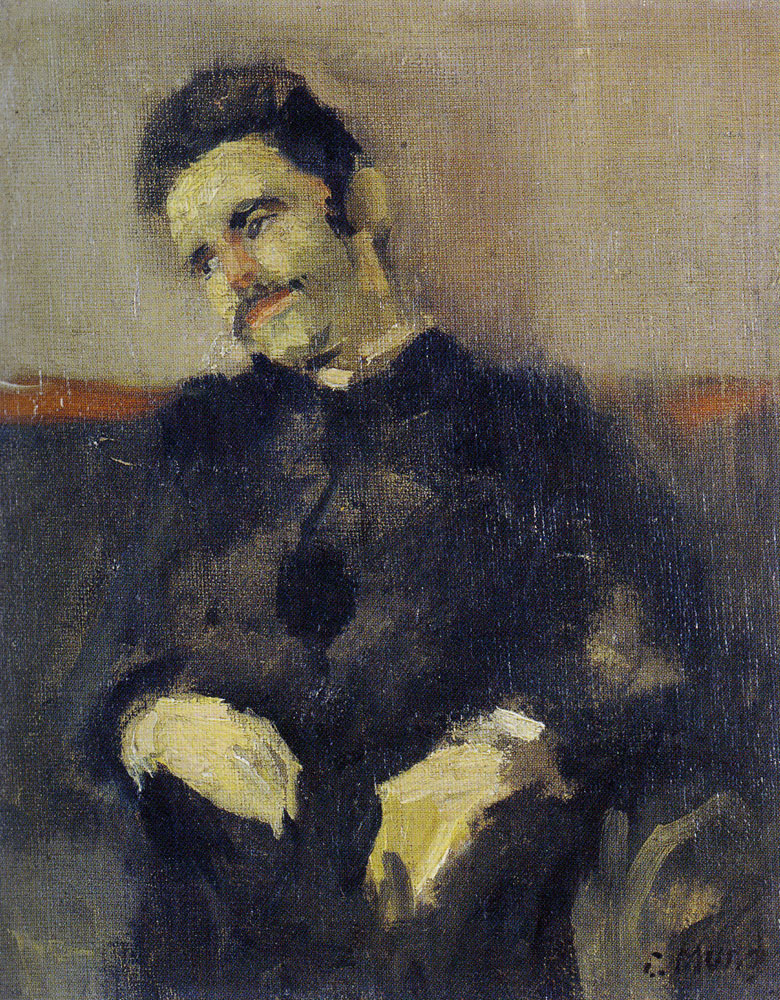
Hjalmar Borgstrøm auf einem Porträt von Edvard Munch (1883)

Hjalmar Borgstrøm (* 23. März 1864 in Kristiania (heute Oslo); † 5. Juli 1925 ebenda) war ein norwegischer Musikjournalist und Komponist.
Borgstrøm war Schüler von Johan Svendsen und Ludvig Mathias Lindeman und studierte am Konservatorium von Leipzig. Ab 1901 arbeitete er als Musikjournalist für verschiedene Zeitschriften in Oslo.
Er komponierte zwei Opern und zwei Sinfonien, mehrere sinfonische Dichtungen (u. a. Hamlet und Tanken), ein Klavier- und ein Violinkonzert, Streichquartette und ein Klavierquintett, Violinsonaten, Klavierstücke und Lieder.

## Diskographie
- Thora paa Rimol,[1] Oper in 2 Akten op.7, Trondheim Symfoniorkester, Terje Boye Hansen, 2002 Simax
- Violinkonzert op. 25, Eldbjørg Hemsing, Wiener Symphoniker, Olari Elts, 2018 BIS